# Brachymeles schadenbergi
Brachymeles schadenbergi är en ödleart som beskrevs av  Fischer 1885. Brachymeles schadenbergi ingår i släktet Brachymeles och familjen skinkar. IUCN kategoriserar arten globalt som livskraftig.

## Underarter
Arten delas in i följande underarter:
- B. s. schadenbergi
- B. s. orientalis